# ماریه
ماریه دختر شمعون قبطیه، مادر ابراهیم پسر محمد پیامبر اسلام بود که او را مقوقس قبطی حاکم اسکندریه و مصر برای محمد هدیه فرستاد.
وی در قریه (حفن) از توابع انصنا مصر به دنیا آمده بود.
محمد در سال ششم هجرت سفیرانی به کشورهای خارج فرستاد و طی نامه‌هایی فرمانروایان این کشورها را به آیین توحید و اسلام دعوت کرد. نامه‌ای نیز به مقوقس، حاکم مسیحی دست‌نشاندهٔ بیزانس در اسکندریه نوشت و او را به اسلام دعوت نمود. مقوقس نامه‌ای احترام‌آمیز در جواب محمد نوشت و هدایایی برای او فرستاد، اما به دلیل انگیزه‌های سیاسی، اسلام نیاورد.
در میان این هدایا دو کنیز بودند: ماریه و خواهرش سیرین. محمد، سیرین را به یکی از اصحابش بنام حسان بن ثابت بخشید، و ماریه را در مالکیت خود گرفت و او را به همسرش حفصه بخشید، محمد، ماریه را ابتدا در خانهٔ حارثة بن نعمان قرار داد که در مجاورت خانهٔ خودش بود، سپس به او خانه‌ای در نخلستانی در حومهٔ مدینه بخشید. محمد آن دو را به اسلام دعوت کرد و آن دو نیز مسلمانان شدند. در ذی حجه سال هشتم هجری برای محمد فرزندی به نام ابراهیم آورد که بسیار مورد علاقه محمد بود. ابراهیم در هجدهم ماه رجب سال دهم هجری، در یک و نیم سالگی از دنیا رفت و در بقیع دفن گردید.
ماریه در زمان خلیفهٔ مسلمانان عمر بن خطاب در سال ۱۴ یا سال ۱۶ هجری درگذشت. عمر مردم را به شرکت در تشییع جنازهٔ او فراخواند، جمعیتی انبوه آمدند و او را در کنار فرزند خود ابراهیم به خاک سپردند.

## ماریه و سورهٔتحریم
با گذشت زمان، اشتیاق پیامبر به داشتن یک فرزند پسر افزایش یافت. اما هیچ‌کدام از همسران او نمی‌توانستند باردار شوند. این موضوع باعث شد از طرف بدخواهانش مورد توهین و تمسخر قرار گیرد. اشتیاق او نیز برای داشتن پسر با گذشت زمان بیشتر می‌شد.
در تاریخ طبری آمده‌است: «سخن از کنیزانی که پیامبر به زنی داشت: یکی ماریه بنت شمعون قبطیه و دیگری ریحانه بنت زید قرظی بود.»
یک روز، بعد از نماز ظهر به خانهٔ حفصه رفته بود ولی او در خانه‌اش نبود؛ لذا ماریهٔ قبطیه را به خانهٔ حفصه آورد. سپس به او محبت ورزیده و با او آمیزش کرد. مدتی بعد، حفصه بی‌خبر برگشت و آن دو را در حجرهٔ خود تنها دید. از حسادت شور و غوغا راه انداخت و حفصه با دیدن چنین صحنه ای و همخوابی محمد با کنیزش در رختخواب او، کاسهٔ صبر و تحملش لبریز می‌شود و به محمد می‌گوید: «بدکاری با من کرده‌ای! کالایی را به خانه من و روی بستر من آورده‌ای که برای هیچ‌کدام از همسرانت نبرده‌ای حفصه به محمد می‌گوید: به خدا با من بسیار بد کردی با او در خانه من آمیزش کردی. حفصه همچنین بسیار مشوش و ناراحت، به محمد می‌گوید حالا با چشمان خودم دیدم که چه کار می‌کردید، مگر من از دیگر زنانت سر به زیر تر و آرام‌تر نبودم؟ پیامبر می‌گوید: آرام باش و پیش کسی سخنی نگو، من نیز قول می‌دهم آن کنیز را بر خودم حرام کنم و به هیچ وجه نزدیکش نشوم. بعد از حرام ساختن ماریه از حفصه خواست که این ماجرا را به کسی نگوید و به عنوان راز با خود نگه دارد. حفصه نیز قول داد چنین خواهد کرد. اما فوراً قول خود را شکست و پنهانی این جریان را برای عایشه تعریف کرد. رابطه با کنیز همسر در زمان محمد حرام بود
(ماریه توسط محمد به حفصه هدیه داده شد)در این هنگام سورهٔ تحریم به محمد وحی شد. در آیه نخست سوره تحریم خدا محمد را به‌خاطر حرام کردن چیزی که به اصطلاح حلال بود سرزنش کرد. سپس او را از کار پنهانی حفصه و گفتن رازش به عایشه باخبر کرد. محمد وقتی حفصه را دید، به او گفت که قولش را شکست و رازش را به عایشه نیز گفت. حفصه از سخن او شگفت‌زده شد و پرسید: «چه کسی تو را از کاری که کردم باخبر کرد؟» محمد نیز گفت که خدای دانا و آگاه من را باخبر کرد.
از آن جهت که محمد، همیشه آیات قرآن که به او وحی می‌شدند را برای تمام مردمان می‌خواند، این سوره را نیز برای مردم خواند و پس از آن دیگر ماجرا بر کسی پوشیده نماند. محمد نزدیک یک ماه از همسران خود دوری کرد و دربارهٔ زندگی زناشویی او حرف‌ها و سخنان زیادی میان مردم پیچید. اما نهایتاً با حفصه و عایشه نیز آشتی کرد و آن‌ها را بخشید. بسیاری از اصحاب محمد در این ماجرا از او دفاع کردند؛ مانند علی بن ابی‌طالب و ابوبکر و عمر بن خطاب.
دربارهٔ این سوره، تفاسیر دیگر هم وجود دارد. برای مثال امام بخاری می‌گوید که این سورهٔ دربارهٔ عسل خوردن پیامبر در خانهٔ یکی از همسرانش و حسادت ورزیدن حفصه و عایشه به او می‌باشد. هرچند مثال‌هایی واضحی وجود دارند که نشان می‌دهند عسل خوردن اصطلاحی برای آمیزش جنسی بوده‌است.
در روایت صحیح بخاری نسبت به موضوع سوره تحریم افشای رازی مطرح است که پیامبر به زنش بیان کرده و موضوع آمیزش با ماریه در این کتب نیامده موضوع سوره تحریم بابت حرام کردن عسل که موجب بوی بد دهان پیامبر و نارضایتی عایشه و حفصه میشد بیان شده و قران به علت فاش کردن راز های پیامبر و هم سخت گرفتن به پیامبر انها را مورد عتاب قرار میداد

## به دنیا آمدن ابراهیم
یک سال بعد از آمدن به مدینه، پسری به دنیا آورد که محمد نامش را ابراهیم گذاشت. این باعث رشک و حسادت همسران محمد به ماریه شد. سرانجام ابراهیم در هجده ماهگی بیمار شد و مرد. محمد و ماریه از مرگ او بسیار غمگین شدند. ماریه نیز پس از مرگش در کنار ابراهیم دفن شد.
مرگ ابراهیم و ماجرای افک، ماریه قبطی و پسر عمویش جريح قبطى کنیز و غلامی بودند که حاکم مصر مقوقس به محمد پیامبر اسلام هدیه داد، محمد نیز ماریه را به عنوان کنیز خود انتخاب نمود پس از مدتی ماریه حامله شد و برای محمد پسری به نام ابراهیم را به دنیا آورد، اما ابراهیم در ۱۸ ماهگی یا ۲۱ ماهگی مرد، به دنبال مرگ ابراهیم محمد بسیار ناراحت و اندوهناک شد در این زمان عایشه همسر محمد نزد او آمد و گفت که ای محمد ناراحت نباش چراکه ابراهیم اصلا پسر تو نبوده است و تهمت زنا میان ماریه و جريح قبطى را با محمد در میان گذاشت و گفت ابراهیم پسر جريح قبطى است نه تو، محمد با شنیدن این سخنان عایشه خشمگین شد و علی ابن ابی طالب را صدا زد و به او فرمان داد که برو جريح قبطى را بکش که با کنیز من(ماریه قبطی) زنا کرده، علی نیز با خشم به دنبال جريح قبطى برفت و چون جريح علی را با خشم و شمشیر دید پا به فرار گذاشت و از درخت نخلی بالا رفت تا از دست علی مصون بماند اما ناگهان از درخت به زمین افتاد و پارچه‌ای که برای پوشاندن عورت خود استفاده می‌کرد هنگام سقوط از درخت باز شد و علی ابن ابی طالب در آن لحظه عورت جريح را دید که اخته شده است به همین دلیل از کشتن آن غلام دست کشید و نزد محمد بازگشت و ماجرا را بیان نمود محمد بعد از مشخص شدن وضعیت آیات ۱۱ تا ۲۶ سوره نور را بیان کرد که مبنی بر عدم تهمت زنا بدون شاهد بر دیگران بود.

## اهمیت او برای محمد
پیامبر برای ماریه، با وجود این که کنیزش بود، اهمیت بسیاری قائل بود و او را گرامی می‌داشت. او نخلستانی در اطراف مدینه را به‌همراه خانه‌ای در آن به او بخشید. مکان این نخلستان به أم ابراهیم مشهور شد. ماریه نیز محبت زیادی به پیامبر داشت و پس از وفات پیامبر، تا آخر زندگی خود در خانهٔ او و شهر او ماند. چه اهل سنت و شیعه به او به عنوان زنی باایمان، نیکوکار و پاکدامن ارج نهاده‌اند.